# 明石虎雄
明石虎雄（あかし とらお、1890年（明治23年）頃 - 1923年（大正12年）3月）は、日本の建築家。元鉄道院技手。明石虎夫とする資料もある。

## 経歴
生年は諸説あるが、1890年頃に愛媛県北宇和郡宇和島町（現在の宇和島市）で生まれた。地元の旧制中学卒業後、1907年（明治40年）9月に東京高等工業学校建築部に入学。1910年（明治43年）7月に同校を卒業し、鉄道院に入省。在職中の1912年（明治45年、大正元年）に、日光駅第2代駅舎の設計監督者として建築に携わった。1915年（大正4年）6月、鉄道院を辞職して宇和島に帰郷。父が営んでいた建築業を継ぎ、明石工務店を開いた。その後、株式合資会社正卯組を設立し、代表取締役に就任。クリスチャンでもあり、紳士的な態度と科学的な論理性を以て、地元の人々から篤く信頼を寄せられていた。しかし病を患い、1923年3月に死去。享年は30代だったと考えられている。
2006年に、日光の郷土史家である福田和美によって、日光駅駅舎の天井裏から「鉄道院技手　明石虎夫」と記された棟札が発見された。福田のその後の調査によって2012年に明石の訃報記事（後述）が発見されたことが決め手となり、永らく不明だった日光駅の建築者が明石であることが判明した。

## 作品

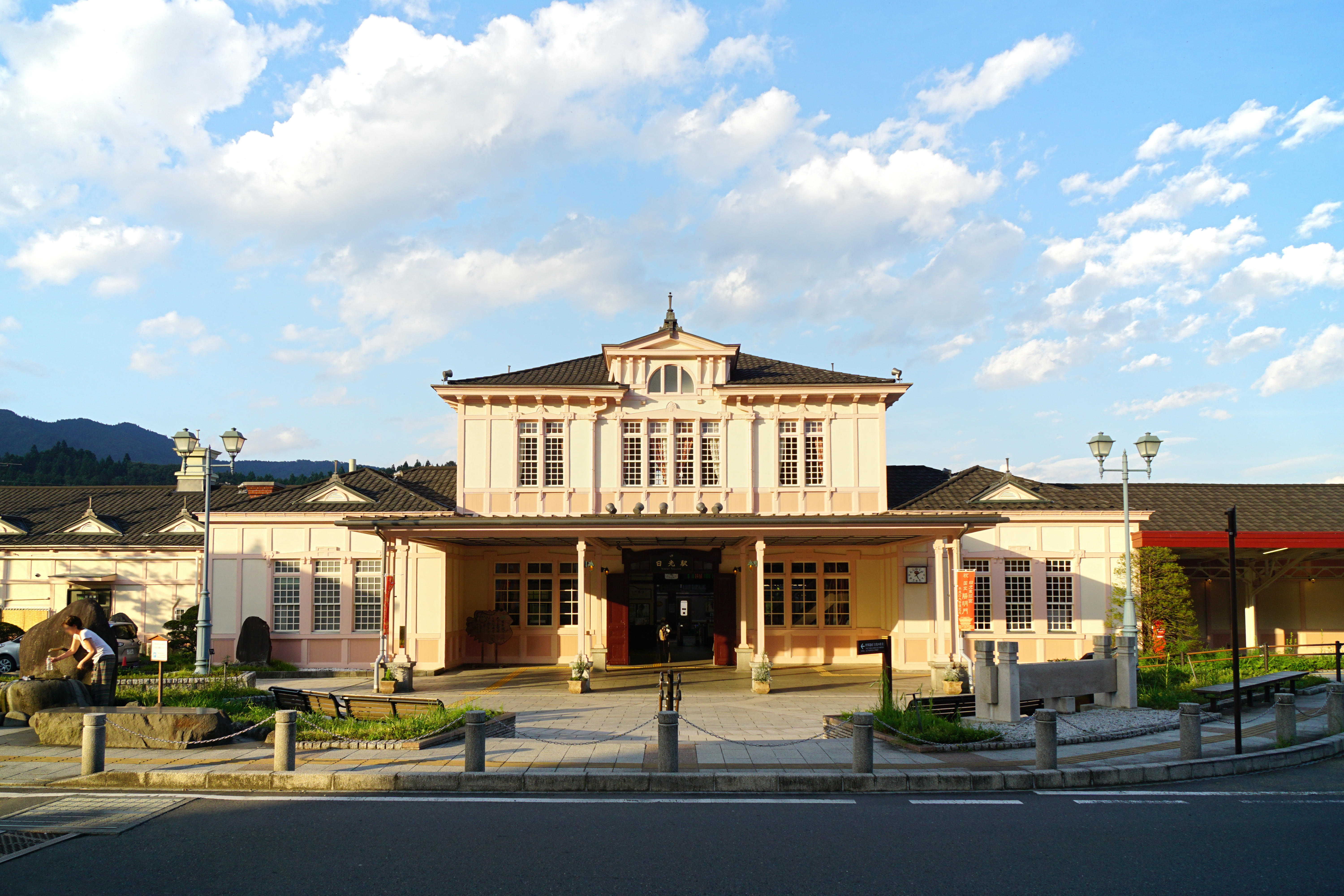
日光駅

- 日光駅（栃木県日光市。1912年8月25日竣工）
- 鶴島館（現存せず。愛媛県宇和島市。1915年11月） - 地元の実業家・石崎忠八（石崎商店代表取締役社長）の出資により設立された、宇和島初の活動写真の常設館。
- 山下実科高等女学校（現・愛媛県立吉田高等学校。現存せず。愛媛県宇和島市。1917年）
- 旧桑折医院（愛媛県宇和島市中央町。1917年） - 2015年現在は保育施設「乳幼児デイケア・トロイメライ」として営業中。
- 宇和津彦神社穂積文庫（愛媛県宇和島市。1921年頃）
- 和霊神社参籠所（愛媛県宇和島市）
- 西予市立高山小学校（愛媛県西予市）